# 北村中央公園
北村中央公園（きたむらちゅうおうこうえん）は北海道岩見沢市にある公園。

## 概要
旧北村の中心部に位置し、道道6号を境目に東側が「森森（もりもり）ヘルシー広場」「ヘラブナ広場」、西側が「ふれあい広場」と名付けられている。
園内にはスポーツ施設や社会教育施設といった地域住民のコミュニティの場から、温泉やキャンプ場といった遠方から訪れる旅行者のためのレジャー施設まで揃っており、旧北村の公共・観光機能のほとんどが集約されていると言っても良い。
夏は岩見沢の五大まつりの一つであるきたむら田舎フェスティバルが開催される。

## 施設
ふれあい広場

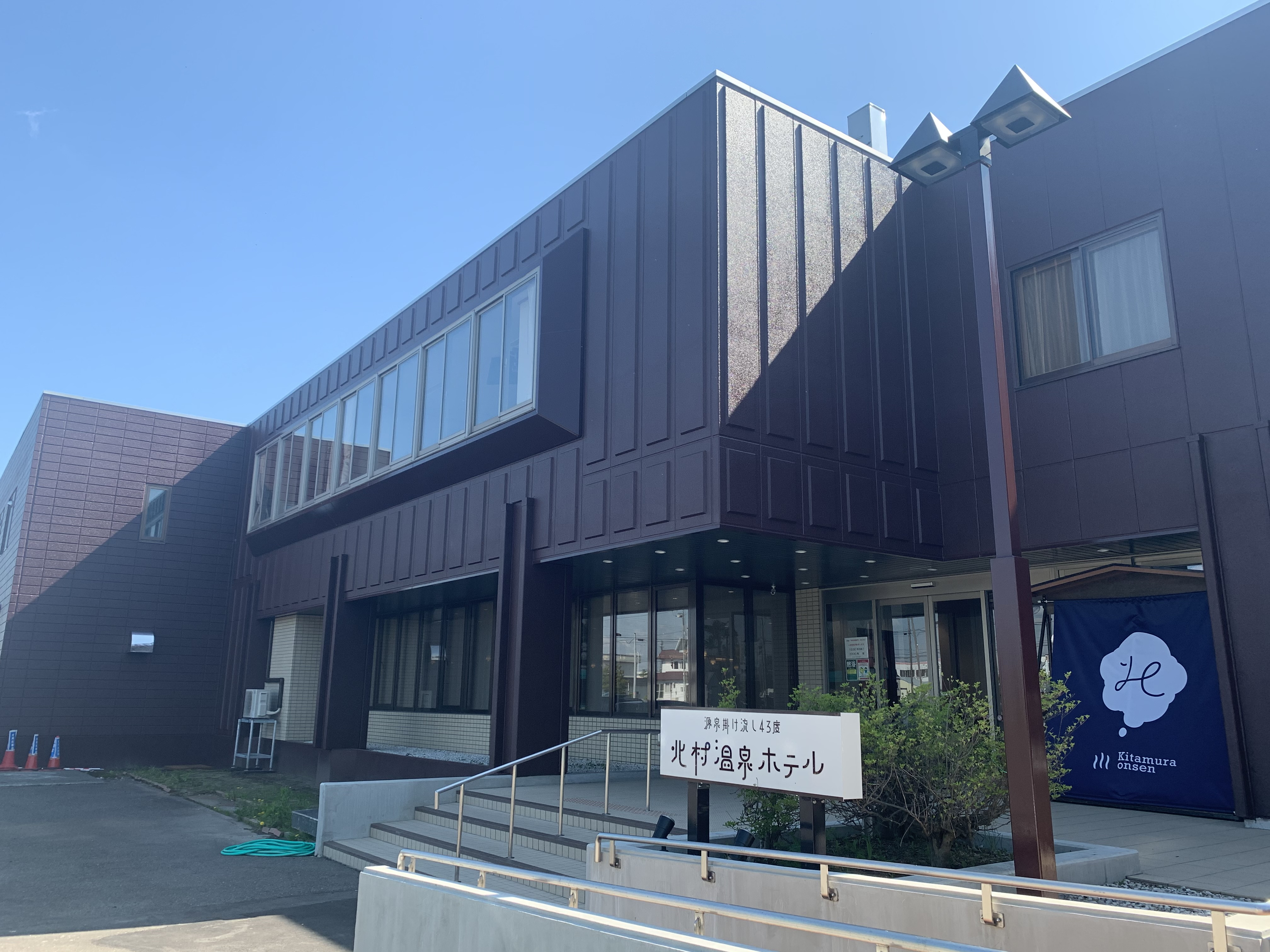
北村温泉ホテル
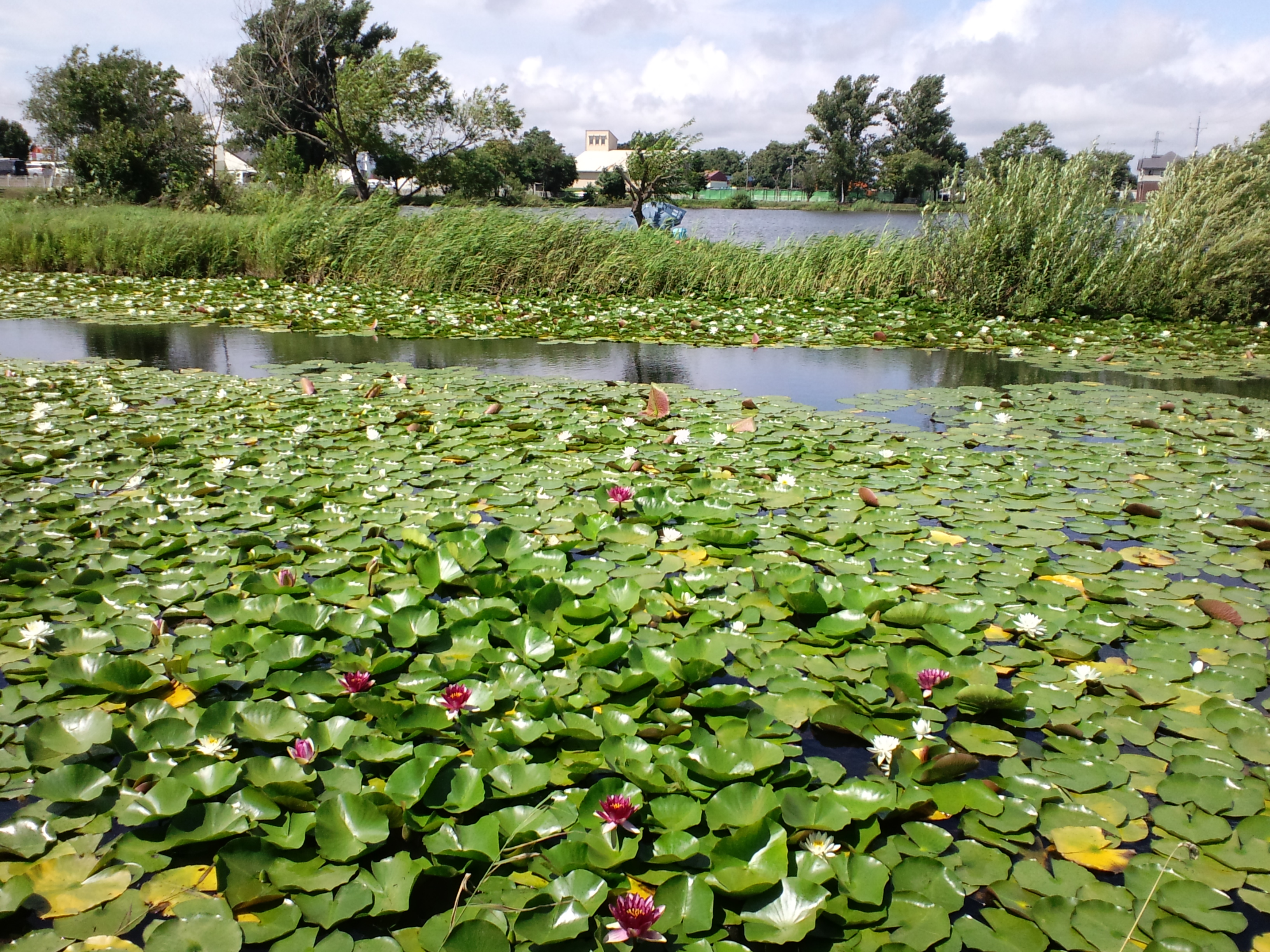
ヘラブナ広場沼
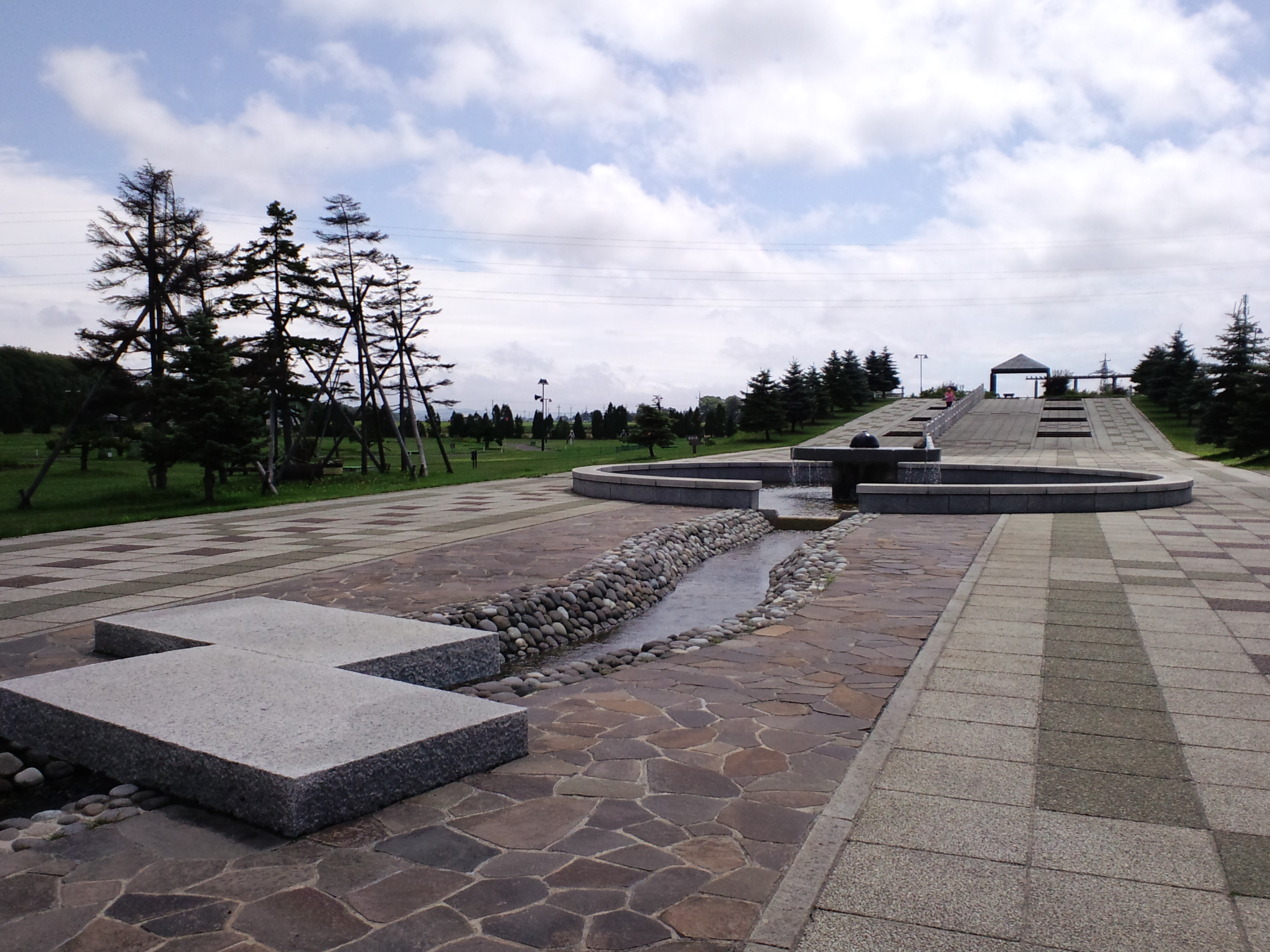
せせらぎ親水広場
ナトリウム塩化物強塩泉43℃源泉かけ流し
- キャンプサイト
- ふれあい広場沼（別名：トロッコ沼）
- 北村トレーニングセンター
- 北村環境改善センター
- 北村プール
25m×6コースプール、低学年プール、幼児用プール

ヘラブナ広場
- ヘラブナ広場沼
- キャンプサイト
- 展望台

森森ヘルシー広場
- パークゴルフ場
全27ホール、1,372m
- せせらぎ親水広場
- 水車小屋
- あやめ花壇
40種、約3000株

- 北村温泉ホテル
- ヘラブナ広場沼
- せせらぎ親水広場

## アクセス
最寄駅は岩見沢駅だが9Kmほど距離がある。中央バス北村線または月形線で「北村温泉」または「北村支所」下車。

## 周辺
- 岩見沢市役所北村支所
- 北村中央公民館
- JAいわみざわ北村支所
- 岩見沢消防署北支所
- 岩見沢警察署北村駐在所
- 北村郵便局
- 北村農業資料館
- 岩見沢市立北村小学校
- 岩見沢市立北村中学校